# Sukabaru
Sukabaru is een bestuurslaag in het regentschap Lampung Selatan van de provincie Lampung, Indonesië. Sukabaru telt 2593 inwoners (volkstelling 2010).